# Liste der Radrouten in Brandenburg

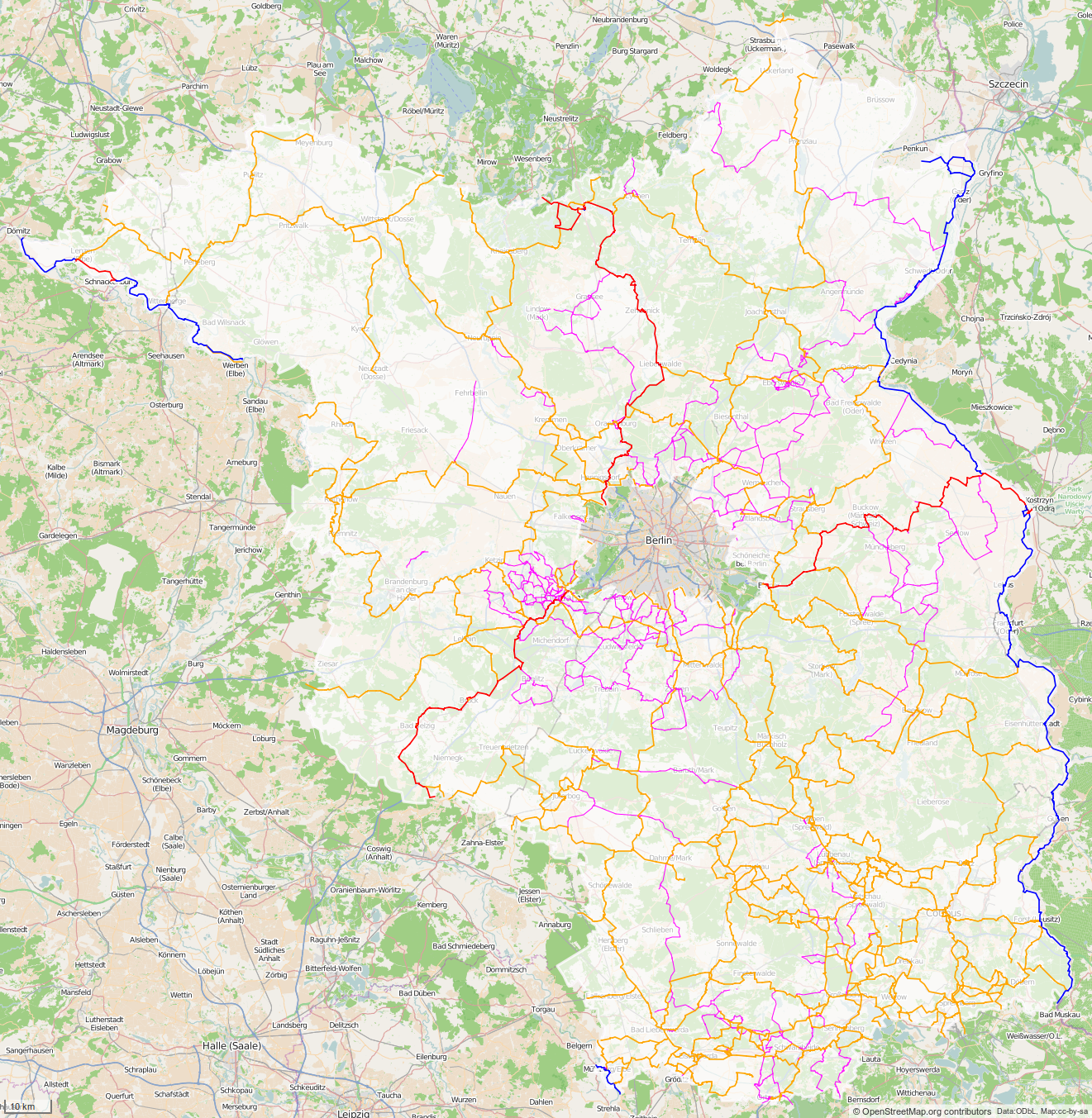
Radrouten Brandenburgs

In den wald- und wasserreichen Landschaften Brandenburgs sind in den Jahren um die Jahrtausendwende zahlreiche touristische Radrouten angelegt oder ausgebaut worden. Diese werden großenteils auf gesonderten Radwegen oder Fahrradstraßen geführt und sind oft ausschließlich Radfahrern und Skatern vorbehalten. Vielenorts gehören auch Verkehrswege der Agrarwirtschaft oder umgenutzte Bahntrassen zum Streckenprofil.

## Brandenburgs Radrouten
Brandenburgs Radrouten werden unter anderem nach rein innerstädtischen, regionalen und überregionalen, sowie nationalen und europäischen Radrouten unterschieden. Auf den letztgenannten wird Brandenburg als Transitland durchquert, einige D-Netz-Routen zählen hierzu. Regionale und überregionale Radrouten verlaufen überwiegend innerhalb des Bundeslands, sie können als Rundkurse angelegt sein. Überregionale Routen zeichnen sich durch die Zusammenarbeit mehrerer Landkreise aus. Rein innerstädtische Radrouten für den Alltagsverkehr werden in dieser Liste nicht behandelt.
| Logo | Name                                                      | · von                          | · Stationen · (Auswahl)                                                                               | · bis                          | · Länge · (ca.)                              | Bahntrasse | · Mindeststandards | ♺Rundkurs | Lagekarte | · Streckenprofil und · Kommentare                                                                                 |
| ---- | --------------------------------------------------------- | ------------------------------ | --- | ------------------------------ | -------------------------------------------- | ---------- | ------------------ | --------- | --- | --- |
|      |                                                           |                                | |                                |                                              |            |                    |           | | |
|      | Europaradweg R1, Europaroute (D3), Hauptstadt-Route (EV2) | Rabenstein                     | Bad Belzig ↔ Beelitz ↔ Potsdam ↔ Berlin                                                               | Küstrin-Kietz                  | 185,5 km (BB) ~960 km (D) ~3.790 km (EU)     |            | ★                  | —         | Lagekarte unter https://cycling.waymarkedtrails.org/#route?type=relation&id=3003354 aufrufen · :Positionskarte der Radroute Euroroute R1 in Brandenburg.svg          | |
|      | Elberadweg                                                | Fichtenberg, Mühlberg          | (SN: Nordsachsen ↔ ST)                                                                                | Dömitz                         | 88,3 km (BB) ~940 km (D) ~1.300 km (EU)      |            | ★                  | —         | Lagekarte unter https://cycling.waymarkedtrails.org/#route?type=relation&id=2599004 aufrufen · :Positionskarte der Radroute Elberadroute D10 in Brandenburg.svg      | Rechtselbisch gelegene, familienfreundliche Wege an der Landesgrenze im NW und SSW                                |
|      | Oder-Neiße-Radweg                                         | Zelz                           | Forst ↔ Guben ↔ Neuzelle ↔ Eisenhüttenstadt ↔ Frankfurt ↔ Küstrin-Kietz ↔ Schwedt                     | Tantow                         | 420 km                                       |            | ★                  | —         | Lagekarte unter https://cycling.waymarkedtrails.org/#route?type=relation&id=2262515 aufrufen · :Positionskarte der Radroute Oder-Neiße-Radweg D12 in Brandenburg.svg | |
|      | Radweg Berlin–Kopenhagen                                  | Berlin                         | Hennigsdorf ↔ Hohen Neuendorf ↔ Oranienburg ↔ Liebenwalde ↔ Zehdenick                                 | Fürstenberg (↔ DK: Kopenhagen) | 135,3 km (BB) 630 km (D–DK)                  |            | ★                  | —         | Lagekarte unter https://cycling.waymarkedtrails.org/#route?type=relation&id=28441 aufrufen · :Positionskarte der Radroute Berlin–Kopenhagen in Brandenburg.svg       | |
|      | Radfernweg Berlin–Usedom                                  | Berlin                         | | Usedom                         | 337 km                                       |            | ★                  | —         | | |
|      | Radweg Berlin–Leipzig                                     | Berlin                         | | Leipzig                        | <127 km (BB) 250 km (D)                      |            |                    | —         | | |
|      |                                                           |                                | |                                |                                              |            |                    |           | | |
|      | Berliner Mauerweg                                         |                                | Berlin ↔ Schönefeld ↔ Blankenfelde-Mahlow ↔ Teltow ↔ Potsdam ↔ Hennigsdorf ↔ Hohen Neuendorf ↔ Berlin |                                | 160 km                                       |            |                    | ♺         | | |
|      | Bischofstour                                              | Havelberg                      | | Wittstock                      | 108 km                                       |            | 4★                 | —         | | |
|      | Brandenburger Elbtalaue                                   | Wittenberge                    | | Wittenberge                    | 190 km                                       |            |                    | ♺         | | |
|      | Dahme-Radweg                                              | Dahmequelle bei Schöna-Kolpien | | Berlin-Köpenick                | 123 km                                       |            | 4★                 | —         | | |
|      | Dömitz-Wittenberge-Radroute,                              | Dömitz                         | Polz                                                                                                  | Wittenberge                    | 37 km                                        | (ja)       | ✘                  | —         | | 6 km ausgebaut, Rest sandig                                                                                       |
|      | Elbe-Müritz-Rundweg                                       | Wittenberge                    | | Rühstädt                       | 414 km                                       |            |                    | ♺         | | |
|      | Elster-Tour                                               | Bad Liebenwerda                | | Bad Liebenwerda                | 135 km                                       |            |                    | ♺         | | |
|      | Flaeming-Skate                                            | Jüterbog                       | Luckenwalde ↔ Dahme                                                                                   | Jüterbog                       | 220 km                                       |            | ★                  | ♺ ♺ ♺     | Lagekarte unter https://cycling.waymarkedtrails.org/#route?type=relation&id=3900350 aufrufen · :Positionskarte der Radrouten des Flaeming-Skate in Brandenburg.svg   | mehrere Rundkurse, vorrangig für Skater angelegt, aber auch für Radfahrer geeignet                                |
|      | Fontane.Rad                                               | Oranienburg                    | | Potsdam                        | 284 km                                       |            |                    | —         | | Der Radweg folgt in 7 Etappen den Spuren Theodor Fontanes in 60 Orten quer durch das rechtshavelsche Brandenburg. |
|      | Fürst-Pückler-Weg                                         | Cottbus                        | Niederlausitz                                                                                         | Cottbus                        | 500 km                                       |            |                    | ♺         | | |
|      | Gänsetour                                                 | Wittenberge                    | | Meyenburg                      | 70 km                                        |            |                    | —         | Lagekarte unter https://cycling.waymarkedtrails.org/#route?type=relation&id=2665110 aufrufen · :Positionskarte der Radroute Gänsetour in Brandenburg.svg             | |
|      | Gurken-Radweg                                             | Lübbenau                       | Spreewald                                                                                             | Lübbenau                       | 250 km                                       |            |                    | ♺         | Lagekarte unter https://cycling.waymarkedtrails.org/#route?type=relation&id=2352626 aufrufen · :Positionskarte der Radroute Gurkenradweg in Brandenburg.svg          | |
|      | Havelland-Radweg                                          | Schönwalde                     | Nauen ↔ Stechow ↔ Rathenow                                                                            | Grütz                          | 98 km                                        |            |                    | —         | | |
|      | Havelradweg                                               | Havelquelle bei Ankershagen    | Fürstenberg ↔ Oranienburg ↔ Potsdam ↔ Brandenburg ↔ Rathenow ↔ Havelberg                              | Gnevsdorf                      | 394 km                                       |            |                    | —         | | |
|      | Hofjagdweg                                                | Königs Wusterhausen            | | Lübben                         | 68 km                                        |            |                    | —         | Lagekarte unter https://cycling.waymarkedtrails.org/#route?type=relation&id=2196978 aufrufen · :Positionskarte der Radroute Hofjagdweg in Brandenburg.svg            | |
|      | Kohle, Wind und Wasser-Tour                               | Bad Liebenwerda                | | Bad Liebenwerda                | 257 km                                       |            |                    | ♺         | | |
|      | Königin-Luise-Radweg                                      | Hohenzieritz                   | | Paretz                         | 222 km                                       |            |                    | —         | | |
|      | Märkische Schlösser-Tour                                  | Beeskow                        | Briesen ↔ Seelow ↔ Müncheberg ↔ Berkenbrück ↔ Fürstenwalde ↔ Rietz-Neuendorf ↔ Tauche                 | Beeskow                        | 197 km                                       |            | 4★                 | ♺         | | |
|      | Niederlausitzer Bergbautour                               | Cottbus                        | | Cottbus                        | 300 km                                       |            | 3★                 | ♺         | | inklusive Abstecher nach Sachsen                                                                                  |
|      | Oder-Havel-Radweg                                         | Liebenwalde                    | Finowfurt ↔ Eberswalde ↔ Niederfinow ↔ Oderberg                                                       | Hohensaaten                    | 60 km                                        |            |                    | —         | Lagekarte unter https://cycling.waymarkedtrails.org/#route?type=relation&id=29203 aufrufen · :Positionskarte der Radroute Oder-Havel-Radweg in Brandenburg.svg       | |
|      | Oder-Spree-Dahme-Radweg                                   | Neuzelle                       | | Dolgenbrodt                    | 100 km                                       |            |                    | —         | | Querverbindung der drei Flüsse                                                                                    |
|      | Oder-Spree-Tour                                           | Fürstenwalde                   | | Fürstenwalde                   | 280 km                                       |            |                    | ♺         | Lagekarte unter https://cycling.waymarkedtrails.org/#route?type=relation&id=37029 aufrufen · :Positionskarte der Radroute Oder-Spree-Tour in Brandenburg.svg         | |
|      | Oderbruchbahn-Radweg                                      | Fürstenwalde                   | | Wriezen                        | 123 km                                       |            |                    | —         | | |
|      | Ruppiner seen kultur Radweg                               | Fürstenwalde                   | Liebenwalde ↔ Oranienburg ↔ Neuruppin ↔ Rheinsberg                                                    |                                | 215 km                                       |            |                    | ♺         | | |
|      | Schwarze-Elster-Radweg                                    | Senftenberg                    | Schwarzheide ↔ Elsterwerda ↔ Bad Liebenwerda ↔ Falkenberg                                             | Herzberg                       | 190 km                                       |            |                    | —         | | |
|      | Spreeradweg                                               | Spremberg                      | | Erkner bei Berlin              | 250,5 km (BB) 382 km lt.OSM 420 km offiziell |            |                    | —         | Lagekarte unter https://cycling.waymarkedtrails.org/#route?type=relation&id=6102 aufrufen · :Positionskarte der Radroute Spreeradweg in Brandenburg.svg              | |
|      | Tour Brandenburg                                          | Brandenburg                    | |                                | 1.111 km                                     |            |                    | ♺         | Lagekarte unter https://cycling.waymarkedtrails.org/#route?type=relation&id=2256052 aufrufen · :Positionskarte der Radroute Tour Brandenburg in Brandenburg.svg      | längster Radfernweg Deutschlands, führt durch fast alle brandenburgischen Regionen                                |
|      | Uckermärkischer Radrundweg                                | Stolpe                         | |                                | 260 km                                       |            |                    | ♺         | | |